# Terele Pávez
Teresa Marta Ruiz Penella, conocida artísticamente como Terele Pávez (Bilbao, 29 de julio de 1939 - Madrid, 11 de agosto de 2017), fue una actriz española de cine, teatro y televisión. En su larga carrera, actuó en más de cuarenta películas y en más de veinte obras de teatro y participó en películas icónicas del cine español, como Los santos inocentes (1984), Laura, del cielo llega la noche (1987), El día de la bestia (1995), La Celestina (1996), La comunidad (2000), 800 balas (2002), Las brujas de Zugarramurdi (2013) o El bar (2017). Musa de directores como Álex de la Iglesia o Agustí Villaronga, recibió un Premio Goya, un Premio Feroz, tres Premios de la Unión de Actores, entre muchos otros.

## Biografía
Nació en Bilbao en 1939, pero creció y vivió en Madrid, de donde se consideraba. Fue hija del político Ramón Ruiz Alonso (1903-1978) y Magdalena Penella Silva (fallecida 23/07/1974) (hermana de la actriz de género lírico Teresita Silva), pertenecía a una dinastía de artistas: nieta y bisnieta respectivamente de los compositores Manuel Penella Moreno y Manuel Penella Raga y hermana pequeña de las también actrices Emma Penella (1931-2007) y Elisa Montés (1934-2024). También tuvo otra hermana que no se dedicó a la interpretación, María Julia (1937-2017, fallecida un mes antes que Terele). Además, era tía de la actriz Emma Ozores (hija de su hermana Elisa y del actor Antonio Ozores).
Tuvo un hijo con José Benito Alique (1948-2008), llamado Carolo (1 de julio de 1973 - 6 de abril de 2022).
Su apellido artístico, Pávez, provenía del segundo apellido de su abuela materna, Emma Silva Pávez, de origen chileno, y que utilizaba para distinguirse artísticamente de sus hermanas.
Sigue el camino emprendido por sus hermanas y pronto quiere dedicarse al mundo de la interpretación. Su voz desgarrada y cierta fama de actriz trágica la llevan a encarnar en múltiples ocasiones a la mujer que vive al borde de la miseria, resentida por la rabia y la desesperación.

### Primera etapa: de Berlanga aLos santos inocentes
Con doce años rueda su primera película, Novio a la vista, de Luis García Berlanga, papel conseguido por Jesús Franco, amigo de la familia, que la dirigirá en Tenemos 18 años (1959). Siendo sus hermanas mayores Emma y Elisa ya reputadas intérpretes, Terele fue la tercera de su familia en hacerse actriz. Las tres hermanas solo rodaron una película juntas, La cuarta ventana (Julio Coll, 1963).
Destaca a la vez en teatro, a las órdenes de Miguel Narros y Adolfo Marsillach; en 1968 protagoniza con éxito La casa de las chivas, que también realiza para Televisión española, además de intervenir en algunos espacios dramáticos (Estudio 1, Novela). En 1978, interpreta el personaje de Elicia en un montaje de La Celestina encabezado por Irene Gutiérrez Caba.
Su presencia en cine es intermitente durante las décadas de 1960 y 1970, reduciéndose a papeles secundarios como el de Mauricia en Fortunata y Jacinta, película que produce su cuñado Emiliano Piedra y protagoniza su hermana Emma Penella, e interviene en las series de televisión Juan y Manuela, Cañas y barro y La barraca. Trabaja también en filmes atrevidos típicos de la Transición como Tatuaje (1976), de Bigas Luna, y Carne apaleada (1978), de Javier Aguirre, junto a Esperanza Roy.
En esa época nace su único hijo, Carolo Ruiz, fruto de la relación con el editor José Benito Alique (fallecido en 2008). Terele no quiso que José Benito reconociera la paternidad del niño. Previamente, a mediados de la década de los 60, la actriz había mantenido un noviazgo con el pintor guipuzcoano Rafael Ruiz Balerdi, quien la retrató en varias ocasiones.
Tras un tiempo de menor actividad, en 1983 Mario Camus le ofrece el personaje de Régula en la película basada en la novela de Miguel Delibes Los santos inocentes, trabajo cumbre en su carrera que le reporta un reconocimiento unánime. Poco después encarna a la última mujer ajusticiada por garrote vil en El caso de las envenenadas de Valencia, capítulo de la teleserie La huella del crimen que dirige Pedro Olea y ahonda en su potencial dramático.
Hasta 1989 interviene en varias películas, entre ellas Réquiem por un campesino español, donde coincide con Antonio Banderas, la taquillera El Lute II: mañana seré libre, de Vicente Aranda, y especialmente en Laura, del cielo llega la noche, de Gonzalo Herralde, y Diario de invierno, de Francisco Regueiro, que le valen sendas nominaciones como mejor actriz de reparto a los Premios Goya de 1987 y 1988. Sin embargo, vivirá unos años de cierto ostracismo a comienzos de la década de 1990.

### Segunda etapa: deEl día de la bestiaaCuéntame cómo pasó
En 1995, Álex de la Iglesia recupera a Terele para el gran público en El día de la bestia, desoyendo a los productores que la consideraban «una mujer difícil». Interpreta a una viuda «prototipo» de la España más retrógrada, que con orgullo conserva la memoria de otros tiempos en una fotografía de Tejero. En varias de sus películas, De la Iglesia logrará extraer de la actriz una vis cómica desconocida.
Gerardo Vera la llama al año siguiente para encabezar el reparto de una versión en cine de La Celestina, donde esta vez se encarga de dar vida a la alcahueta cuyas malas artes desencadenan la tragedia. La crítica se rinde a sus pies, pero curiosamente su trabajo no opta a los Premios Goya. La academia de cine español decide entonces ampliar el número de intérpretes candidatos a cuatro. Regresa al teatro en 1998 con Madre Caballo, obra de Antonio Onetti con música de Tomatito.
En 2000, consolida su creciente reaceptación en la industria con su interpretación en La comunidad (Álex de la Iglesia), en la que se dedica a perseguir por los tejados de Madrid a una Carmen Maura que se apodera de todo el dinero de un vecino fallecido. Esta vez logra entrar en la terna de los premios Goya, perdiendo frente a Julia Gutiérrez Caba.
Dos años después se incorpora al elenco de la serie Cuéntame cómo pasó, donde encarna a una mujer de pueblo, Purificación Barbadillo, madre de cuatro hijos y una hija muerta, y viuda de un hombre fusilado por el bando sublevado, resentida por el abandono de su hijo pequeño, Antonio Alcántara. Durante su estancia en Madrid, Pura consigue recordar su pasado a su propia familia a la vez que se adapta a los cambios de los nuevos tiempos. Terele es recompensada con su tercer premio de la Unión de Actores —en cuya entrega abrazó a Pilar Bardem—, así como una sexta candidatura a los Fotogramas de Plata.
Posteriormente, interpreta personajes más próximos a la comedia tanto en cine (800 balas) como en televisión y también es homenajeada por su trayectoria en los festivales cinematográficos de Fuentes de Ebro (2005), Alicante (2006) y Valencia (2008). Además, por su vinculación con la obra cumbre de Fernando de Rojas, el Ayuntamiento toledano de La Puebla de Montalbán le concede en 2008 el primer Premio Celestina.

### Últimos trabajos y premio Goya
En 2009, vuelve al teatro encabezando una comedia actual, La duquesa al hoyo... y la viuda al bollo, inspirada en los últimos días de la conocida como Duquesa Roja. Al año siguiente protagoniza la comedia ¡¡¡Mamááááá!!!, junto a Carles Castillo y dirigida por el grupo teatral La Recua Teatro. Por esta interpretación fue galardonada por los Amigos del Teatro de Valladolid con el premio Meliá Recoletos.
Compaginó la gira con un pequeño papel en la película Balada triste de trompeta, siendo su cuarta colaboración con Álex de la Iglesia. A pesar de su breve cometido, la Academia de Cine la tuvo en cuenta nominándola por cuarta vez al Goya, por encarnar a la desconfiada esposa del veterinario (Luis Varela) que le "arregla" la cara al payaso Sergio (Antonio de la Torre).
En 2013, la veterana actriz estrenó otro proyecto con Álex de la Iglesia: la película Las brujas de Zugarramurdi, con un extenso reparto que incluye a Carmen Maura, Hugo Silva, Mario Casas, y donde Terele Pávez tenía un lucido papel de bruja; por el que fue nominada por quinta vez al premio Goya y por primera vez en la primera entrega de los Premios Feroz a mejor actriz de reparto y finalmente ganó ambos en febrero de 2014.
Al año siguiente, colaboró nuevamente con Álex de la Iglesia en Mi gran noche, filme que supuso el regreso al cine de Raphael y que alcanzó relevante éxito comercial. Además, en 2016 intervino como entrevistada en el documental No es cosa de risa, un compendio de entrevistas sobre las interioridades del espectáculo. En 2017 Álex de la Iglesia, como viene siendo habitual, cuenta con ella en su siguiente filme El bar interpretando el papel de propietaria del mismo, siendo la última colaboración entre director y actriz.

### Fallecimiento
Falleció el 11 de agosto de 2017 a los 78 años de edad a causa de un derrame cerebral en el Hospital La Paz de Madrid. Fue incinerada el domingo 13 de agosto de 2017 en el Tanatorio-Crematorio de El Escorial (Madrid).

## Premios Pávez
En 2014 se crearon en Talavera de la Reina unos premios dedicados a premiar el trabajo de los cortometrajistas en cada uno de los departamentos de una producción. Su creadores optaron por llamarlos "Premios Pávez" como homenaje a la actriz, que estuvo presente en la primera ceremonia de entrega.
El 31 de mayo de 2017, el Gobierno de Castilla-La Mancha, de manos de su presidente, Emiliano García-Page, entregó a la actriz la distinción honorífica de Hija Adoptiva de Castilla-La Mancha por su vinculación profesional a la comunidad autónoma.

## Filmografía selecta
- ¡Ay, mi madre! (Frank Ariza, 2019)
- Caribe Mix (Miguel García de la Calera, 2017)
- Incierta gloria (Agustí Villaronga, 2017)
- El bar (Álex de la Iglesia, 2017)
- La puerta abierta (Marina Seresesky, 2016)
- No es cosa de risa (Diego Fortea y Jonathan Belles, 2016)
- Las aventuras de Moriana (David Perea, 2015)
- Mi gran noche (Álex de la Iglesia, 2015)
- Las brujas de Zugarramurdi (Álex de la Iglesia, 2013)
- La apuesta de Pascal (David Galán Galindo, 2012)
- Balada triste de trompeta (Álex de la Iglesia, 2010)
- Los Totenwackers (Ibón Cormenzana, 2007)
- Café solo o con ellas (Álvaro Díaz Lorenzo, 2007)
- Mala uva (Javier Domingo, 2003)
- Nudos (Lluís María Güell, 2003)
- 800 balas (Álex de la Iglesia, 2002)
- La comunidad (Álex de la Iglesia, 2000)
- 99.9 (Agustí Villaronga, 1997)
- La Celestina (Gerardo Vera, 1996)
- El día de la bestia (Álex de la Iglesia, 1995)
- El laberinto griego (Rafael Alcázar), 1993)
- El aire de un crimen (Antonio Isasi-Isasmendi, 1989)
- Diario de invierno (Francisco Regueiro, 1988)
- El Lute II: mañana seré libre (Vicente Aranda, 1988)
- Laura, del cielo llega la noche (Gonzalo Herralde, 1987)
- El hermano bastardo de Dios (Benito Rabal, 1986)
- Réquiem por un campesino español (Francesc Betriu, 1985)
- Los santos inocentes (Mario Camus, 1984)
- Carne apaleada (Javier Aguirre, 1978)
- Mala racha (José Luis Cuerda, 1977)
- Tatuaje (Bigas Luna, 1976)
- La espada negra (Francisco Rovira Beleta, 1976)
- La revolución matrimonial (José Antonio Nieves Conde, 1974)
- Fortunata y Jacinta (Angelino Fons, 1970)
- No somos de piedra (Manuel Summers, 1968)
- La cuarta ventana (Julio Coll, 1963)
- Las dos y media y... veneno (Mariano Ozores, 1959)
- Tenemos 18 años (Jesús Franco, 1959)
- Novio a la vista (Luis García Berlanga, 1953)

## Obras de teatro
- El cojo de Inishmaan, de Martin McDonagh; dirigida por Gerardo Vera, junto a Marisa Paredes e Irene Escolar (2013-2014)
- ¡¡¡Mamááááá!!! (Pep Antón Gómez y Jordi Sánchez -dir. María Elena Diardes-, 2010-2011)
- La duquesa al hoyo... y la viuda al bollo (Íñigo Ramírez de Haro -dir. José Luis Sáiz-, 2009)
- Madre Caballo (Antonio Onetti, 1998)
- Fedra (Festival de Teatro Clásico de Mérida, 1982)
- Ácido sulfúrico (Alfonso Vallejo, 1981)
- Lisístrata (Manuel Martínez Mediero, 1980)
- Isabelita la miracielos (Ricardo López Aranda, 1978)
- La Celestina (José Tamayo Rivas -adaptación de Camilo José Cela-, 1978)
- Nueve brindis por un rey (Jaime Salom, 1974)
- Mirandolina. La posadera (Goldoni -dir. Juan Guerrero Zamora-, 1972)
- Tú y yo somos tres (Enrique Jardiel Poncela, 1972)
- La feria de Cuernicabra (Alfredo Mañas, 1971)
- La casa de las chivas (Jaime Salom, 1968-1971)
- Águila de blasón (Valle-Inclán, 1966)
- ¿Quién quiere una copla del Arcipreste de Hita? (José Martín Recuerda, 1965)
- Diálogos de la herejía (Agustín Gómez Arcos, 1964)
- Carmelo (Juan José Alonso Millán, 1964)
- El huevo (Félicien Marceau, 1963)

## Televisión
- Buscando el norte (Nacho G. Velilla), Antena 3, (2016)
- Operación Bélmez: La respuesta definitiva, Cuarto Milenio (Cuatro, 2014)
- Plutón B.R.B. Nero (Álex de la Iglesia, 2008)
- MIR (Antonio Santos Mercero, 2008)
- Manolo & Benito Corporeision (Juan Luis Iborra, 2006-2007)
- Películas para no dormir: La habitación del niño (Álex de la Iglesia, 2005)
- Historia de Estrella (Manuel Estudillo, 2003)
- Cuéntame cómo pasó (Tito Fernández, 2002-2003, 2004, 2005 y 2011)
- El Quijote de Miguel de Cervantes (Manuel Gutiérrez Aragón, 1991)
- La huella del crimen 1: El caso de las envenenadas de Valencia (Pedro Olea, 1985)
- La barraca (León Klimovsky, 1979)
- La espera (Guillermo Montolío, 1977; adaptación de la novela de Sebastià Juan Arbó)
- Cañas y barro (Rafael Romero Marchent, 1978)
- Noche de teatro: La casa de las chivas (1978)
- Curro Jiménez - Capítulo 9: El destino de Antonio Navajo (Mario Camus, 1977)
- Juan y Manuela (Ana Diosdado, 1974)
- La bella Dorotea (Juan Guerrero Zamora, 1967)
- Las troyanas (Miguel Narros, 1966)

## Premios y candidaturas
Premios Goya
| Año  | Categoría                                | Película                        | Resultado |
| ---- | ---------------------------------------- | ------------------------------- | --------- |
| 1988 | Mejor interpretación femenina de reparto | Laura, del cielo llega la noche | Nominada  |
| 1989 | Mejor interpretación femenina de reparto | Diario de invierno              | Nominada  |
| 2001 | Mejor interpretación femenina de reparto | La comunidad                    | Nominada  |
| 2011 | Mejor interpretación femenina de reparto | Balada triste de trompeta       | Nominada  |
| 2014 | Mejor interpretación femenina de reparto | Las brujas de Zugarramurdi      | Ganadora  |
| 2017 | Mejor interpretación femenina de reparto | La puerta abierta               | Nominada  |

Premios de la Unión de Actores
| Año  | Categoría                                 | Trabajo                  | Resultado |
| ---- | ----------------------------------------- | ------------------------ | --------- |
| 2016 | Mejor actriz secundaria de cine           | La puerta abierta        | Nominada  |
| 2015 | Mejor actriz secundaria de cine           | Las aventuras de Moriana | Nominada  |
| 2002 | Mejor actriz secundaria de televisión     | Cuéntame cómo pasó       | Ganadora  |
| 2000 | Mejor interpretación de reparto de cine   | La comunidad             | Ganadora  |
| 1996 | Mejor interpretación protagonista de cine | La Celestina             | Ganadora  |

Medallas del Círculo de Escritores Cinematográficos
| Año  | Categoría               | Película                   | Resultado |
| ---- | ----------------------- | -------------------------- | --------- |
| 2013 | Mejor actriz de reparto | Las brujas de Zugarramurdi | Ganadora  |

Premios Sant Jordi de Cine
| Año  | Categoría             | Película     | Resultado |
| ---- | --------------------- | ------------ | --------- |
| 1996 | Mejor actriz española | La Celestina | Ganadora  |

Premios Feroz
| Año  | Categoría               | Película                   | Resultado |
| ---- | ----------------------- | -------------------------- | --------- |
| 2013 | Mejor actriz de reparto | Las brujas de Zugarramurdi | Ganadora  |

Fotogramas de Plata
| Año  | Categoría                        | Trabajo                                                        | Resultado |
| ---- | -------------------------------- | -------------------------------------------------------------- | --------- |
| 2002 | Mejor actriz de televisión       | Cuéntame cómo pasó                                             | Nominada  |
| 1996 | Mejor actriz de cine             | La Celestina                                                   | Nominada  |
| 1988 | Mejor actriz de cine             | Diario de invierno                                             | Nominada  |
| 1985 | Mejor intérprete de televisión   | La huella del crimen 1: El caso de las envenenadas de Valencia | Nominada  |
| 1984 | Mejor actriz de cine             | Los santos inocentes                                           | Nominada  |
| 1970 | Mejor intérprete de cine español | Fortunata y Jacinta                                            | Nominada  |